# Nashrihab
Nashrihab est un gouverneur local de Hatra, une ancienne ville située dans l'actuel Irak. Nashrihab est connu grâce à de nombreuses inscriptions de son fils Nasru et a régné approximativement de 120 à 125 après J.-C. Il était très probablement le fils d'Elkud, qui a régné avant lui.

## Littérature
- Michael Sommer: Hatra. Geschichte und Kultur einer Karawanenstadt im römisch-parthischen Mesopotamien. von Zabern, Mainz 2003,  (ISBN 3-8053-3252-1), p. 27.